# Марково (Нагорное сельское поселение)
Марково — село в Петушинском районе Владимирской области России. Входит в состав Нагорного сельского поселения.

## География
Расположено на берегу реки Верхульки в 10 км на юго-восток от города Покрова и в 19 км на юго-запад от районного центра города Петушки.

## История

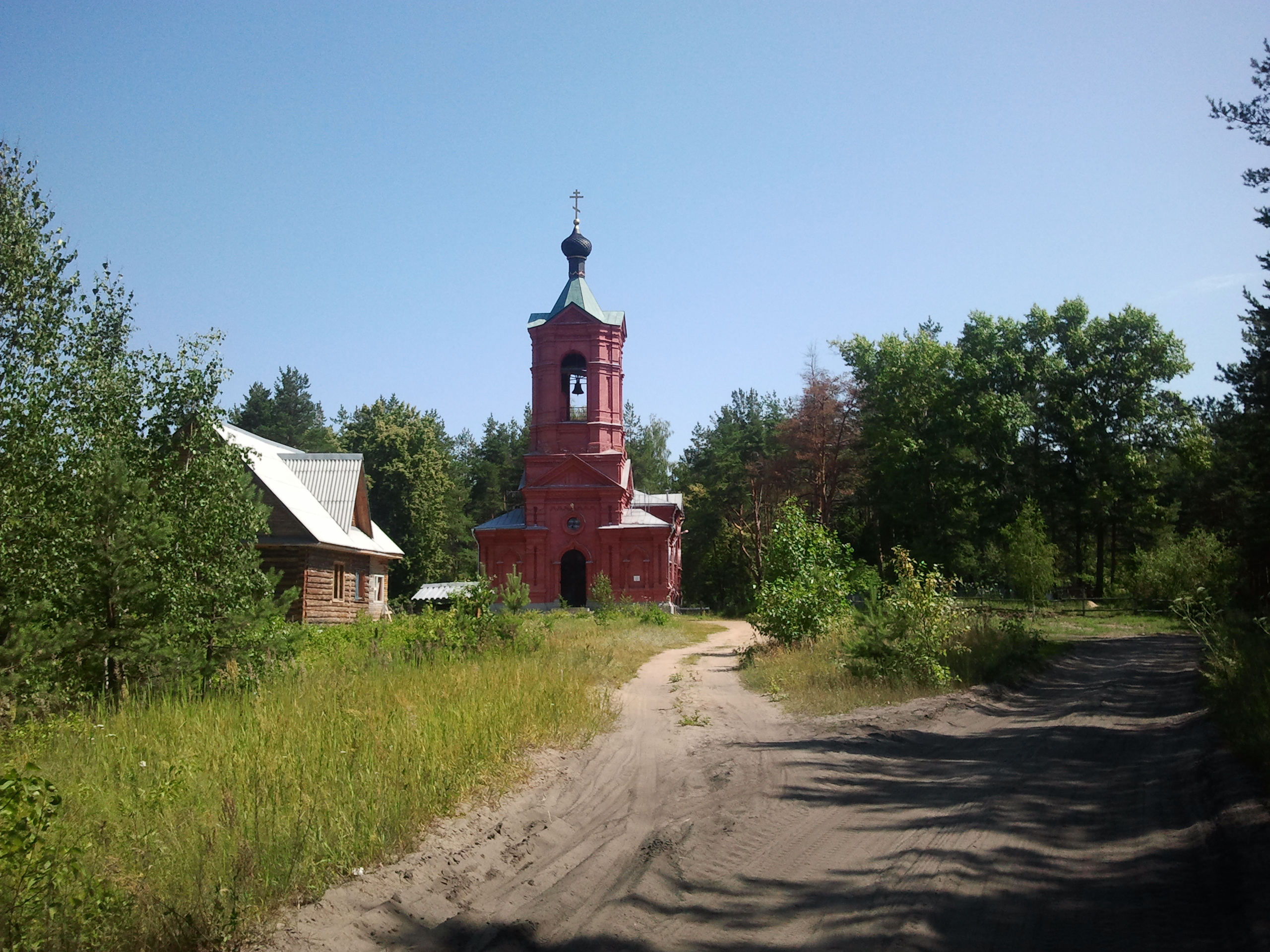
Церковь Казанской иконы Божией Матери

В спорном деле 1689 года о земле Багаевского причта указаны в числе понятых крестьяне деревень Марковой и Богдарни. В 1866 году местом для постройки церкви для окрестных деревень была избрана деревня Марково. Церковь была пожертвована власовским приходом с иконостасом и многими иконами. Эта деревянная церковь устроена была в 1876 году. Престол в ней один в честь Казанской иконы Божьей Матери. В 1896 году приход состоял из села Маркова и деревень Богдарни, Борка и Чащи, в которых по клировам ведомостям числилось 889 душ мужского пола и 1041 душа женского. В селе Маркове с 1894 года существовала земская народная школа. Учащихся в 1895 году было 72 сел. В 1902 году селе была построена каменная церковь Казанской иконы Божией Матери.
В конце XIX — начале XX века село входило в состав Покров-Слободской волости Покровского уезда.
С 1929 года село являлось центром Марковского сельсовета Орехово-Зуевского района, в 1945-1960 годах село входило в Покровский район, с 1960 года — в составе Петушинского района, с 2005 года — в составе Нагорного сельского поселения.

## Население
| 1859 | 1897 | 1905 | 1926 | 2002 | 2010 | 2021 |
| ---- | ---- | ---- | ---- | ---- | ---- | ---- |
| 618  | ↗867 | ↗935 | ↗987 | ↘178 | ↘133 | ↘97  |

## Образование
МБОУ «Марковская основная общеобразовательная школа»

## Достопримечательности
В деревне находится действующая церковь Казанской иконы Божией Матери (1902).